# Seth (thần thoại)
Seth (Sutekh, Setekh hay Set) là một trong 9 vị thần tối cao của Ai Cập cổ đại. Ông là con của thần đất Geb và nữ thần bầu trời Nut, là anh em với các thần Osiris, Isis và Nephthys, đồng thời cũng là chồng của Nephthys. Ông là vị thần của sa mạc, của những cơn bão, động đất và những hiện tượng thời tiết kỳ lạ đối với người cổ đại như nhật thực, nguyệt thực hay hiện tượng trăng khuyết mỗi tháng. Ông còn là chúa tể của sự hỗn loạn và những cơn thịnh nộ giáng xuống nhân loại.
Set thường hay bị nhầm lẫn với Anubis do cái đầu giống loài chó với cái mõm và đôi tai dài.
Ông là hiện thân của chó rừng.

## Hình tượng
Seth thường được miêu tả như một sinh vật bí ẩn được các nhà Ai Cập học gọi là động vật Seth. Ông có cái mồm cong, đôi tai dài, thân của loài chó. Một con vật không giống với bất cứ loài nào được biết đến, đôi khi được cho là sự kết hợp giữa lợn đất, lừa, chó sói, và cáo fennec. Một số nhà Ai Cập học cho rằng Set là sự cách điệu của hươu cao cổ, vì "đôi tai" của ông giống cặp sừng của loài hươu. Tuy nhiên điều đó bị bác bỏ. Vào thời kỳ Hậu nguyên (664 – 332 TCN), Set được mô tả với đầu của con lừa.
Seth không phải lúc nào cũng được coi là một ác thần. Ông là bạn của người chết, giúp họ lên thiên đường trên bậc thang của mình, và cho những ốc đảo mọc lên giữa vùng đất khô cằn. Đôi khi còn là một đồng minh của các pharaoh và thậm chí là thần mặt trời Ra.

## Thần thoại

### Sát hại Osiris
Khi còn là một đứa trẻ, Seth đã bộc lộ tính cách nguy hiểm của mình. Theo một số văn tự cổ, Seth đã xé rách tử cung của mẹ mình để chui ra thay vì chào đời một cách bình thường như những anh chị em của mình.
Seth rất ghen ghét với người anh của mình là Osiris vì nhiều lý do. Đầu tiên là việc Osiris được truyền ngôi sau khi Geb thoái vị, Seth cho rằng mình mới xứng đáng ngôi vị này và luôn tìm cách chiếm đoạt ngai vàng. Điều thứ hai, theo thần thoại, Nephthys đã giả làm Isis, quyến rũ Osiris và mang thai với ông. Con chung của hai người là vị thần đầu chó rừng, Anubis.
Seth đã quyết định tổ chức một bữa tiệc linh đình để tỏ lòng tôn kính với Osiris và tặng một cái hòm được chạm trổ hết sức tinh xảo cho ai nằm vừa nó. Tất nhiên, chiếc hòm được đóng cho vừa với Osiris. Khi ông vừa nằm vào trong thì Set đóng nắp hòm lại và thả xuống dòng sông Nile. Về sau, nữ thần Isis đã lặn lội đi tìm và vớt được chiếc hòm đó, đưa nó về Ai Cập. Seth tức giận đã chặt xác của Osiris thành nhiều mảnh và rải khắp Ai Cập. Isis và Nephthys phải đi nhặt từng bộ phận cơ thể của ông, nhưng dương vật lại thiếu mất do bị cá ăn. Không chút nản lòng, Isis đã ghép các mảnh xác lại và dùng phép thuật hồi sinh Osiris. Sau đó bà đã gắn một dương vật bằng vàng cho Osiris và mang thai Horus.

### Trận chiến với Horus
Horus được mẹ mình truyền ngôi, Isis, cho biết, hãy bảo vệ người dân Ai Cập khỏi người chú tàn ác, người đã giết cha mình, Osiris. Horus có nhiều trận chiến chống lại Seth, không chỉ để trả thù cho cha mình, mà để lựa chọn người cai trị chính đáng cho Ai Cập. Trong các cuộc chiến này, Horus đã được liên kết với Hạ Ai Cập trong khi Seth đại diện cho Thượng Ai Cập.Hai bên đánh nhau liên miên ròng rã hơn 80 năm trời. Người ta tin rằng họ sẽ tiếp tục chiến đấu cho tới khi vùng nước hỗn loạn của Nun nhấn chìm thế giới. Horus và Seth thách thức nhau tham dự một cuộc đua thuyền, nơi họ từng đua trong một chiếc thuyền làm bằng đá. Horus và ông cùng đồng ý, và cuộc đua bắt đầu. Nhưng Horus có một lợi thế: thuyền của ông làm bằng gỗ sơn để trông giống như đá, chứ không phải là đá thật. Trong khi thuyền của Seth làm bằng đá nặng nên bị chìm. Horus sau đó thắng cuộc đua, Seth buộc phải rút lui và chính thức giao ngai vàng của Ai Cập cho Horus. Sau khi Vương quốc mới thành hình, Seth vẫn được coi là kẻ cai trị sa mạc.
Trong Thần học Memphite, Geb, là Thẩm phán, đầu tiên phân chia các lĩnh vực giữa các bên tranh chấp và sau đó đã trao quyền kiểm soát duy nhất cho Horus. Trong liên minh hòa bình này, Horus và Seth hòa giải với nhau, và các nhị nguyên mà họ đại diện được giải quyết thành một tổng thể thống nhất. Thông qua nghị quyết này, trật tự được phục hồi sau cuộc xung đột dữ dội.

### Người bảo vệ thuyền Mặt trời
Seth cũng là một trong những vị thần tháp tùng theo Ra trên con thuyền Mặt trời. Ông cùng các thần khác chiến đấu với con rắn Apep. Tuy nhiên, Seth vẫn cho rằng mình là người duy nhất bảo vệ con thuyền này và yêu cầu các vị thần khác phải tôn trọng ông. Seth còn đe dọa thần Ra sẽ gây ra một trận bão nếu không được đối xử đúng đắn. Quá mệt mỏi, Ra đã đuổi Seth ra khỏi con thuyền kể từ đó.

## Gia đình
Trong thần thoại Osirian, ông kết hôn với Nephthys, em gái mình nhưng không hạnh phúc. Và Nephthys đã ngoại tình với Osiris, sinh ra Anubis. Mặc dù kết hôn với nhiều nữ thần nhưng ông vẫn không có con. Theo truyền thuyết, Seth sống trên chòm sao Đại Hùng - nơi tượng trưng cho bóng tối và cái chết. Ông bị trói bằng xích và được canh giữ nghiêm ngặt bởi người vợ khác là Tawaret, nữ thần sinh sản. Ông cũng đã được ban tặng thêm 2 nữ thần khác là Anat và Astarte (hai nữ thần chiến tranh ngoại quốc và cũng là con gái của Ra) để an ủi khi Horus nắm quyền cai trị Ai Cập.

Một tinh hoàn của ông bị đứt khi ông xé rách con mắt của Horus.( Điều này được coi là lý giải tại sao ông không thể có con mặc dù có nhiều vợ). Set chỉ ăn rau diếp, một hiện thân của thần sinh sản Min, vì chúng tiết ra chất dịch trắng giống tinh dịch. Tương truyền rằng Seth có mối quan hệ mập mờ với đối thủ truyền kiếp là con trai của thần Osiris và Isis - thần Horus (Một vài bản truyền rằng cả hai là tình nhân bí mật của nhau). Theo một số truyền thuyết khác, Seth không hề có mối quan hệ yêu đương gì với Horus. Seth lập mưu cưỡng hiếp Horus nhưng bất thành, và vụ việc này chỉ nhằm để nhục mạ Horus chứ hoàn toàn không phải vì yêu đương 